# 권신
권신(權愼)은 고려 전기의 이등 개국공신이다. 선조와 본관 후손에 대해서는 전해지지 않는다. 권신의 출신이 전해지지 않아 관련성은 알 수 없으나 삼등 개국공신인 김행이 권씨 성을 하사받아 안동 권씨의 시조인 권행이 되었는데, 이미 권신은 그 전부터 권씨 성을 사용하고 있었다. 능산이 신씨를 하사받은 것처럼 신라시대 토착민으로 보인다.

## 같이 보기
- 마낙
- 능식
- 홍유
- 신숭겸